# Kotî, Iavoriv
Kotî (în ucraineană Коти) este un sat în comuna Verbleanî din raionul Iavoriv, regiunea Liov, Ucraina.

## Demografie
Componența lingvistică a localității Kotî
     Ucraineană (99,89%)
     Alte limbi (0,11%)
Conform recensământului din 2001, majoritatea populației localității Kotî era vorbitoare de ucraineană (99,89%), existând în minoritate și vorbitori de alte limbi.